# 羅馬尼夫卡 (布魯西利夫區)
50°14′51″N 29°22′14″E / 50.24750°N 29.37056°E
羅馬尼夫卡（烏克蘭語：Романівка）是烏克蘭北部的村莊，隸屬日托米爾州的日托米爾區。該村始建於1600年，面積13.4平方公里，海拔高度181米，2001年人口275，人口密度每平方公里20.52人。